# Хуан Понсе де Леон
Хуан Понсе де Леон (на испански: Juan Ponce de León) е испански конкистадор и пътешественик изследовател, който основава първото европейско селище в Пуерто Рико.

## Ранни години (1474 – 1493)
Роден е около 1474 година в градчето Сантервас де Кампос в провинция Валядолид, Испания, в семейство на дворянин. Служи като паж в кралския двор, а след това се отличава в сраженията за освобождаването на Гранада от маврите. След приключване на войната с маврите участва като доброволец във втората експедиция на Христофор Колумб през 1493 – 1496, която открива Малките Антили, Пуерто Рико, Ямайка и южна Куба.

## Експедиционна дейност (1503 – 1514)

### Завоюване на Пуерто Рико (1503 – 1509)
През 1503 г. се появява в Новия свят като капитан под началството на губернатора на Испаньола Николас Овамбо. Като награда за успешното потушаване на въстанието на индианците Понсе де Леон е назначен от Овамбо за наместник на източната част на Испаньола, днешната територия на Доминиканската република. Когато до него започват да достигат слухове за богати златни находища на съседния остров Пуерто Рико, Понсе де Леон веднага организира експедиция, която през 1508 – 1509 завоюва острова, унищожава с брутална жестокост значителна част от местното население и основава в североизточната му част град Сан Хуан, днешната столица на Пуерто Рико. След завръщането си на Испаньола е назначен за губернатор на завоювания от него остров. Това предизвиква завист у неговите сподвижници, които скоро го отстраняват от длъжността му.

### Откриване на п-ов Флорида и част от Бахамските о-ви (1513 – 1514)
В Пуерто Рико Понсе де Леон научава от местните индианци легендата за „извора на вечната младост“, която изцяло го завладява. Със собствени средства организира експедиция на три кораба и поканва да участва в нея известния кормчия, участник в четвъртата експедиция на Христофор Колумб – Антон Аламинос. На корабите са наети като екипаж предимно стари хора и инвалиди, като се очаква, че при пристигането на „острова на вечната младост“ старите ще станат млади, а болните – здрави. Вероятно екипажът на тази флотилия е бил най-старият в цялата световна морска история.
На 3 март 1513 г. флотилията отплава от Пуерто Рико на северозапад. Северно от южната група острови на Бахамските о-ви, които са открити още от Колумб по време на първото му плаване, Аламинос внимателно води корабите във все още непознатите води от остров към остров. Испанците се къпят във всяка река или езеро, което видят на островите, но все не намират чудодейния източник. Там Понсе де Леон открива островите Кет (24°25′ с. ш. 75°32′ з. д. / 24.416667° с. ш. 75.533333° з. д.), Елютера (25°06′ с. ш. 76°08′ з. д. / 25.1° с. ш. 76.133333° з. д.) и Голям Абако (27 март, 26°23′ с. ш. 77°07′ з. д. / 26.383333° с. ш. 77.116667° з. д.) и на 2 април, на 29º с.ш. – полуостров Флорида. На 3 април Понсе де Леон слиза на брега и с подобаващите формалности за онова време встъпва във владение на новия „остров Бимини“ – първата испанска колония на континента Северна Америка. На 8 април Аламинос се опитва да продължи на север покрай брега, но успява да достигне едва до 30° с.ш. и обръща обратно на юг. Оттам флотилията продължава на юг, като испанците продължават да се къпят във всеки водоизточник и да се надяват на подмладяване, но за разлика от това много намират смъртта си в схватки с местните войнствени индиански племена. За един месец Понсе де Леон открива около 500 км от източното крайбрежие на полуострова до най-южната му точка, в т.ч. нос Канаверал (28°27′ с. ш. 80°32′ з. д. / 28.45° с. ш. 80.533333° з. д.). Южно от полуострова испанците откриват 200-километровата гирлянда от островчета Флорида Кийс и Флоридското течение (Гълфстрийм). Понсе де Леон продължава на север покрай западния бряг на Флорида до открития от него залив Шарлот Харбър (26º 45` с.ш.) и на 14 юни, след като установява, че на Флорида няма източник на вечна младост, тръгва обратно. На 24°40′ с. ш. 82°51′ з. д. / 24.666667° с. ш. 82.85° з. д. испанците откриват о-вите Драй Тортугас, където в продължение на 10 дни се запасяват с провизии – костенурки, тюлени, пеликани и друг дивеч.
На 24 юни корабите напускат островите и продължават на югозапад. През юли вторично открива около 200 км от северния бряг на п-ов Юкатан. На 6 август флотилията напуска бреговете на Юкатан и през Флоридския проток, използвайки Гълфстрийм, на 18 август достига до остров Елютера. Там Понсе де Леон заповядва на Аламинос с един кораб да продължи да търси „острова на вечната младост“, а сам с останалите кораби на 10 октомври се завръща в Пуерто Рико. През февруари 1514 г. Аламинос се завръща в Пуерто Рико с известието, че е открил всички останали острови от Бахамския архипелаг и че на 25°45′ с. ш. 79°16′ з. д. / 25.75° с. ш. 79.266667° з. д. е открил остров с название Бимини (два острова Северен и Южен Бимини).

## Следващи години (1514 – 1521)
През 1514 г. Понсе де Леон е в Испания, където е назначен от краля за губернатор на откритите от него Бахамски острови и Флорида и получава патент за тяхната колонизация. Чак през 1521 г. обаче, с два кораба и с 200 въоръжени войници, Понсе де Леон акостира на западния бряг на Флорида и встъпва в изтребителна война с местните племена. В завързалите се сражения е ранен с отровна стрела и умира през юли 1521 г. в Хавана, Куба. Погребан е в Сан Хуан.

## Памет
Неговото име носят:
- град Понсе (18°01′ с. ш. 66°37′ з. д. / 18.016667° с. ш. 66.616667° з. д.) в южната част на остров Пуерто Рико;
- град Понсе де Леон (30°40′ с. ш. 85°56′ з. д. / 30.666667° с. ш. 85.933333° з. д.) в окръг Уолтън щата Флорида, САЩ;
- залив Понсе де Леон (25°21′ с. ш. 81°08′ з. д. / 25.35° с. ш. 81.133333° з. д.) на Мексиканския залив на югозападното крайбрежие на щата Флорида, САЩ;
- проток Понсе де Леон (29°05′ с. ш. 80°55′ з. д. / 29.083333° с. ш. 80.916667° з. д.) на източното крайбрежие на щата Флорида, САЩ.